# Đường Trần Nhật Duật, Hà Nội
Đường Trần Nhật Duật là một con phố rộng gần sông Hồng và thuộc khu Phố cổ Hà Nội. Với chiều dài hơn 800m, phố từ đường Yên Phụ chui qua cầu Long Biên đi về hướng đông-nam và nối đường Trần Quang Khải tại đầu cầu Chương Dương, nay thuộc ba phường Đồng Xuân, Hàng Buồm và Phúc Tân của quận Hoàn Kiếm, Hà Nội.

## Lịch sử
Đường Trần Nhật Duật trước đây được dân gọi là phố Bờ Sông vì phố chạy dọc quãng đê sông Hồng từ bến Long Biên đến đầu phố Hàng Muối, đi qua đất của mấy bãi thôn Nguyễn Khiết (thượng và hạ), Trừng Thanh (thượng và hạ), Hương Bài thuộc tổng Tả Túc (sau đổi thành tổng Phúc Lâm), huyện Thọ Xương cũ.
Nửa đầu đường từng được gọi là phố Hàng Nâu, đi từ chỗ giáp Hàng Đậu đến Bến Nứa, qua gầm cầu Long Biên và các phố Hàng Khoai, Cao Thắng tới phố Ô Quan Chưởng. Nửa cuối phố đi từ phố Chợ Gạo đến đường Trần Quang Khải, ngang qua nơi xưa kia là bến Cột Đồng Hồ, giáp các phố Hàng Chĩnh, Lương Ngọc Quyến, Hàng Muối và phố Nguyễn Hữu Huân bây giờ.

## Các tuyến xe buýt chạy qua
Tuyến 01, 03A, 04, 08A, 08B, 11, 17, 22A, 23, 31, 34, 42, 47A, 54, 55A, 55B, 65, 69, 86, 98, 100, 146, E02, E05, E07: Hết đường